# Circusatelier

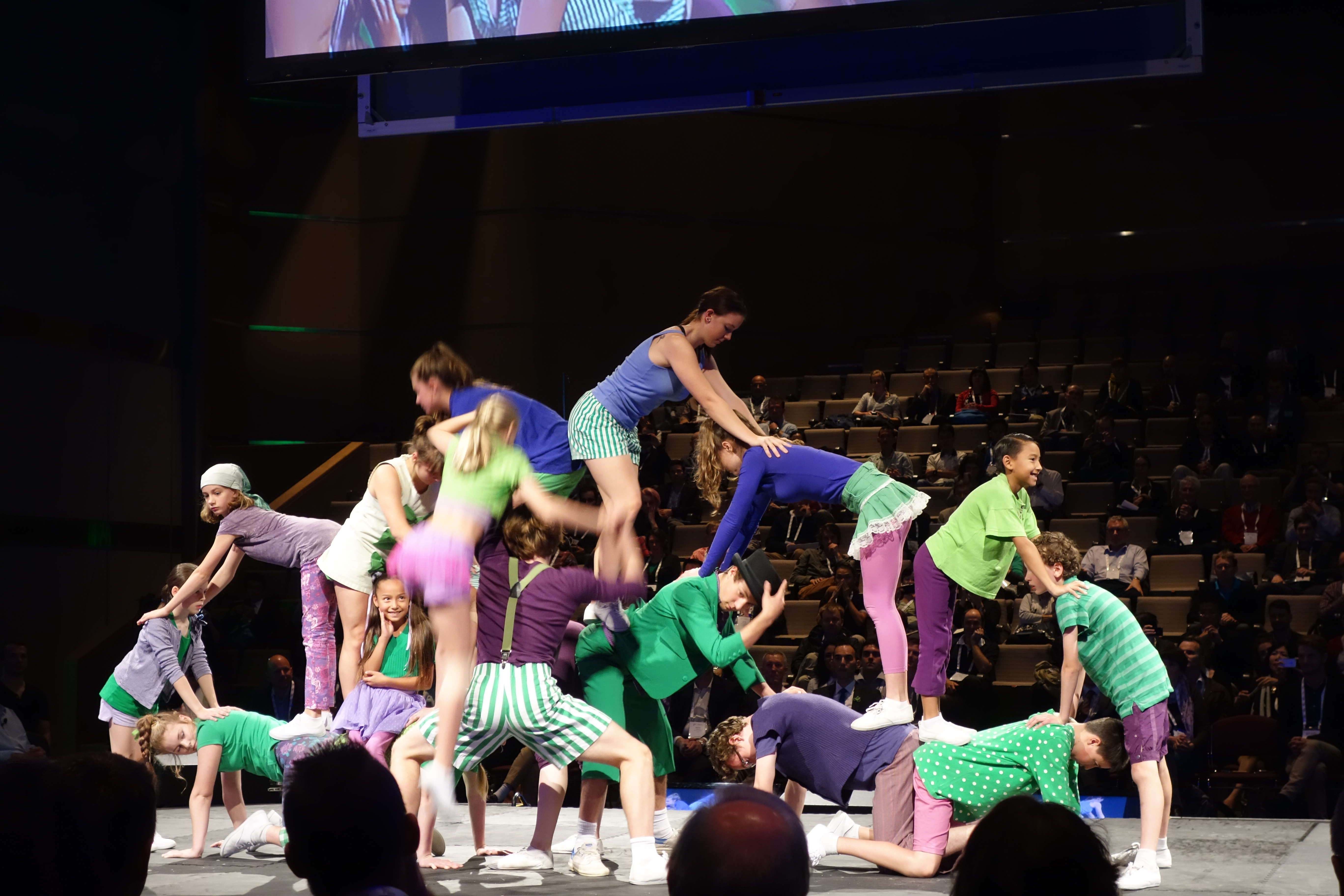
Jeugdcircus

Een circusatelier is een soort 'school' waar men zich, als hobby of zelfs professioneel, met circusvaardigheden bezighoudt. De term wordt in Vlaanderen veel gebruikt; in Nederland houdt men het bij 'jeugdcircus'.
Er wordt kennisgemaakt met jongleren (diabolo, ballen, kegels, flowersticks, e.d.), evenwicht (koord, bal, eenwieler, e.d.) en acrobatie. Verder legt men zich ook meer en meer toe op clownerie, een vak dat weinigen goed beheersen. Dit wordt vooral door volwassenen beoefend.
Enkele circusateliers:
- Ell Circo d'ell Fuego (Antwerpen)
- Kay Fou (Antwerpen)
- Woesh (Brugge)
- Fitopia (Edegem)
- Circuscentrum: overkoepelt een twintigtal Vlaamse circusateliers (Gent)
- Circusplaneet (Gent)
- Cirkus In Beweging (Leuven)